# درع تشوبهام

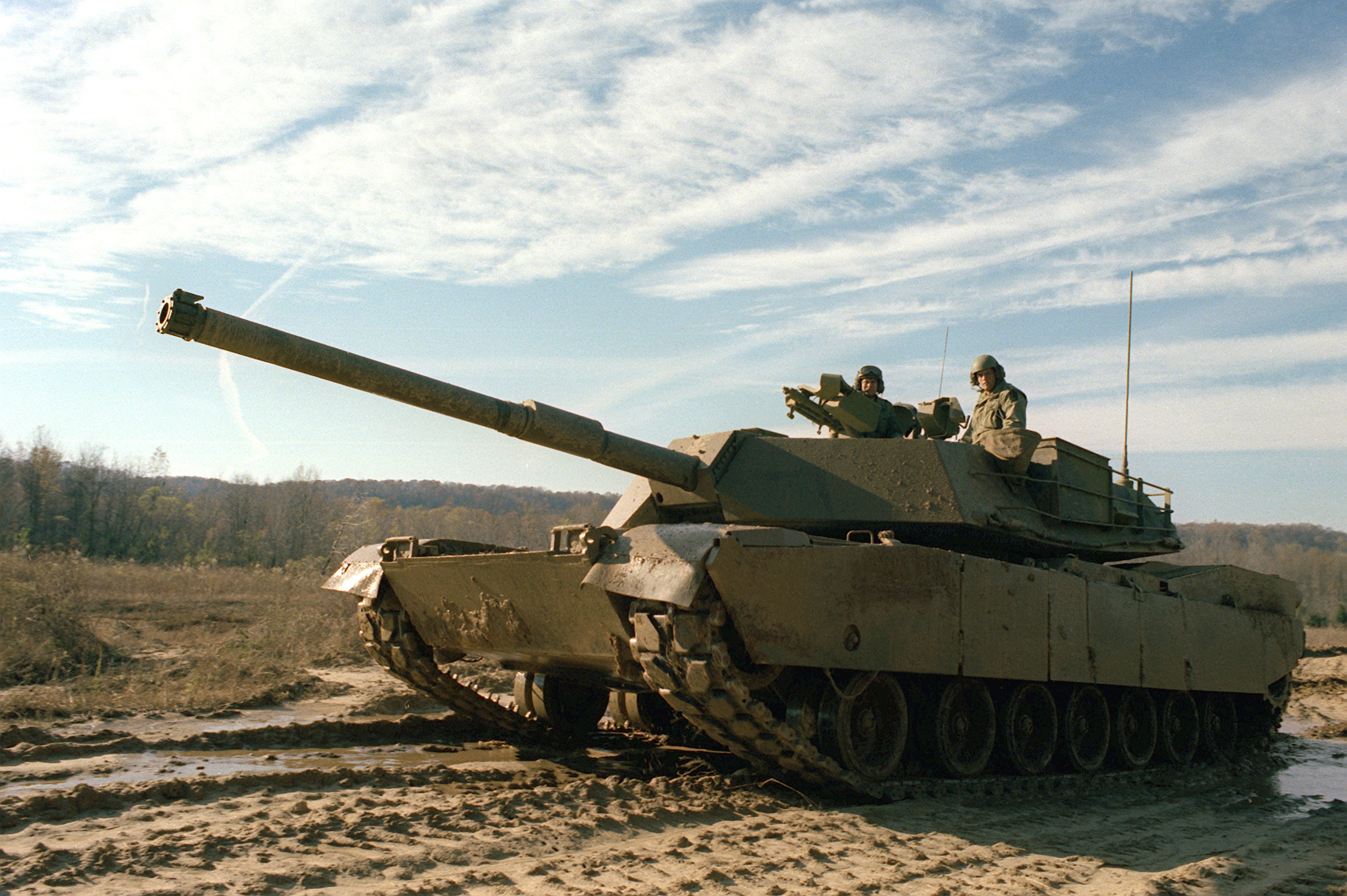
دبابة أبرامز الأمريكية أول دبابة في العالم تزود بدرع تشوبهام

درع تشوبهام (بالإنجليزية: Chobham armour)‏ هو اسم غير رسمي يطلق على نوع من الدروع المتعددة الطبقات طور بواسطة المعهد البريطاني لدراسات الدبابات في تشوبهام بإنجلترا في نهاية عقد الستينيات من القرن الماضي وظل الاسم من ذلك الحين يطلق على كل مركبة تستخدم في دروعها السراميك. وعلى الرغم من أن تفاصيل بناء درع تشوبهام بقيت سرية إلا أنها توصف بكونها دروع تتألف من السراميك المغطى بسبيكة معدنية من الفولاذ والتيتانيوم. وفرت دروع تشوبهام حماية أكبر للدبابات في مقاومة القذائف الخارقة للدروع.